# アーデルハイト・フォン・アンハルト＝ベルンブルク＝シャウムブルク＝ホイム
アーデルハイト・フォン・アンハルト＝ベルンブルク＝シャウムブルク＝ホイム（Adelheid von Anhalt-Bernburg-Schaumburg-Hoym, 1800年2月23日 - 1820年9月13日）は、オルデンブルク大公アウグストの最初の妃である。夫の即位以前に死去したため、大公妃にはならなかった。

## 生涯
アーデルハイトは、アンハルト＝ベルンブルク＝シャウムブルク＝ホイム侯ヴィクトル2世とその妃アマーリエ・フォン・ナッサウ＝ヴァイルブルクの間に、4人の娘のうちの次女として生まれた。母方の祖父はナッサウ＝ヴァイルブルク侯カール・クリスティアンである。アーデルハイトはアンハルト地方のホイムにある宮廷で、姉妹たちとともに大切に育てられた。
1817年7月24日、アーデルハイトは当時オルデンブルク大公子およびリューベック侯世子の身分であったアウグストと結婚した。夫妻は幸福な家庭を築いたが、結婚生活はアーデルハイトが産褥死したことにより、わずか3年で終わりを迎えた。その後、1825年にアウグストはアーデルハイトの末の妹であるイーダを2番目の妃に迎えている。

## 子女
アーデルハイトは夫アウグストとの間に2人の娘をもうけた。
- アマーリエ（1818年 - 1875年） - 1836年にギリシャ王オソン1世と結婚した。
- フリーデリケ（1820年 - 1891年） - 1855年にマクシミリアン・エマヌエル・フォン・ヴァーシングトン男爵と貴賤結婚した。彼はジョージ・ワシントンの遠戚とされる。